# Artur Soboń
Artur Soboń (ur. 13 marca 1977 w Świdniku) – polski polityk, urzędnik i samorządowiec, poseł na Sejm VIII, IX i X kadencji, sekretarz stanu w Ministerstwie Inwestycji i Rozwoju (2018–2019), Ministerstwie Funduszy i Polityki Regionalnej (2019), Ministerstwie Aktywów Państwowych (2019–2021), Ministerstwie Rozwoju i Technologii (2021–2022) oraz Ministerstwie Finansów (2022–2023), członek Zarządu Narodowego Banku Polskiego (od 2023).

## Życiorys
Absolwent Wydziału Nauk Humanistycznych Katolickiego Uniwersytetu Lubelskiego, gdzie studiował historię. W latach 1998–1999 pełnił funkcję prezesa Akademickiego Klubu Myśli Społeczno-Politycznej „Vade Mecum”. Pracę magisterską pt. Władza polityczna w myśli konserwatywnej II Rzeczypospolitej obronił w 2001 na seminarium u Ryszarda Bendera. Ukończył studia podyplomowe z zakresu prawa Unii Europejskiej na UMCS (2004) oraz rachunkowości i finansów na KUL (2007). W 2011 uzyskał magisterium z zarządzania w Szkole Głównej Handlowej, w tym samym roku ukończył na tej uczelni studia doktoranckie z ekonomii.
Od 2001 był zatrudniony w urzędzie miejskim w Świdniku. Początkowo został rzecznikiem prasowym, obejmował następnie stanowiska naczelnika wydziału strategii i rozwoju miasta oraz w 2006 sekretarza miasta. Przed objęciem funkcji sekretarza należał do Zjednoczenia Chrześcijańsko-Narodowego, Przymierza Prawicy oraz Prawa i Sprawiedliwości. Bez powodzenia kandydował z ramienia PiS w 2002 do Sejmiku Województwa Lubelskiego (z listy POPiS) oraz w 2005 do Sejmu. W kadencji 2006–2010 był radnym powiatu świdnickiego i nieetatowym członkiem zarządu tego powiatu. Powoływany w skład rad nadzorczych lokalnych przedsiębiorstw, a także rady programowej Polskiego Radia Lublin.
W wyborach samorządowych w 2010 i 2014 był wybierany na radnego Sejmiku Województwa Lubelskiego. Pełnił m.in. funkcję przewodniczącego klubu radnych Prawa i Sprawiedliwości. W wyborach parlamentarnych w 2015 kandydował do Sejmu w okręgu lubelskim (z rekomendacji Prawicy Rzeczypospolitej). Uzyskał mandat posła VIII kadencji, otrzymując 16 643 głosy. Wszedł w skład KP PiS, ponownie uzyskał członkostwo w tej partii. Zasiadał w Komisji Obrony Narodowej i Komisji Finansów Publicznych.
7 lutego 2018 został sekretarzem stanu w Ministerstwie Inwestycji i Rozwoju, powierzono mu nadzór nad budownictwem, planowaniem i zagospodarowaniem przestrzennym oraz mieszkalnictwem. W wyborach w 2019 z powodzeniem ubiegał się o poselską reelekcję, otrzymując 28 381 głosów. W listopadzie 2019, po przekształceniach w strukturze ministerstw, przeszedł na funkcję sekretarza stanu w Ministerstwie Funduszy i Polityki Regionalnej. W grudniu tego samego roku został sekretarzem stanu w Ministerstwie Aktywów Państwowych oraz pełnomocnikiem rządu do spraw instrumentów finansowania rozwoju gospodarczego państwa. W październiku 2021 przeszedł na funkcję sekretarza stanu w Ministerstwie Rozwoju i Technologii, został też pełnomocnikiem prezesa Rady Ministrów do spraw rozwoju lokalnego. W styczniu 2022 został powołany na stanowisko sekretarza stanu w Ministerstwie Finansów.
W wyborach w 2023 po raz trzeci z rzędu uzyskał mandat poselski (z wynikiem 32 357 głosów). W listopadzie tego samego roku zakończył pełnienie funkcji wiceministra. W grudniu 2023 został powołany przez prezydenta RP Andrzeja Dudę w skład Zarządu Narodowego Banku Polskiego (zrezygnował też ponownie z członkostwa w PiS). W konsekwencji jego mandat poselski wygasł; w Sejmie zastąpiła go Anna Baluch. W listopadzie 2024 został przedstawicielem NBP w Komisji Nadzoru Finansowego.

## Życie prywatne
Jest żonaty z Katarzyną, ma dwie córki: Martynę i Marię.